# Adolf Hölzel

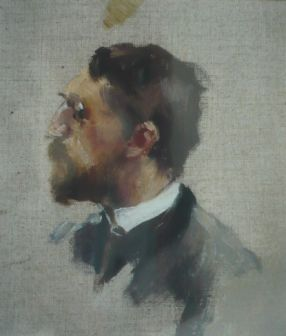
Selbstporträt, vor 1887

Adolf Richard Hölzel (* 13. Mai 1853 in Olmütz in Nordmähren; † 17. Oktober 1934 in Stuttgart) war ein bedeutender deutscher Maler, ein früher Protagonist der Abstraktion und Wegbereiter der Moderne.

## Leben und künstlerisches Wirken

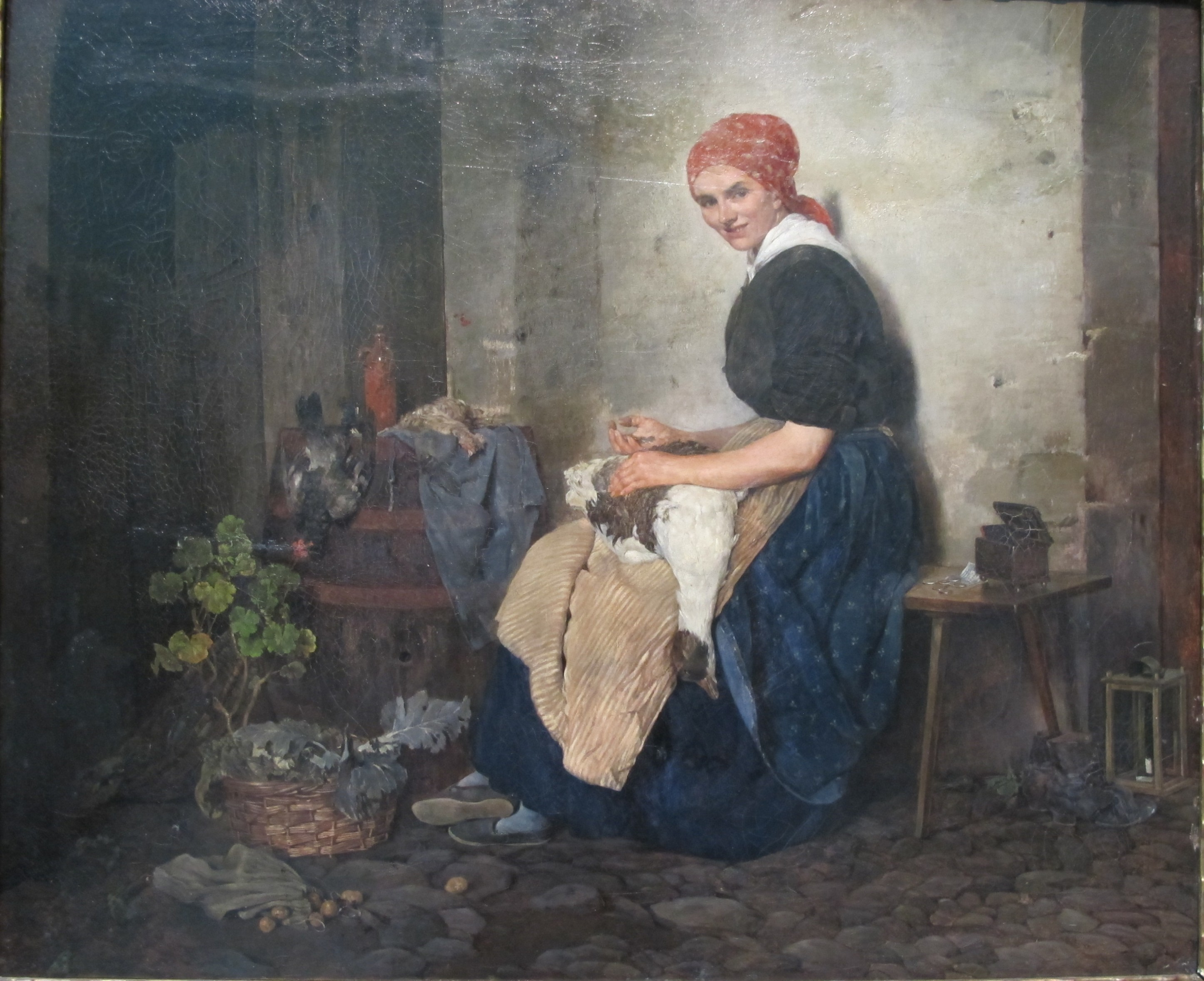
Früher Hölzel

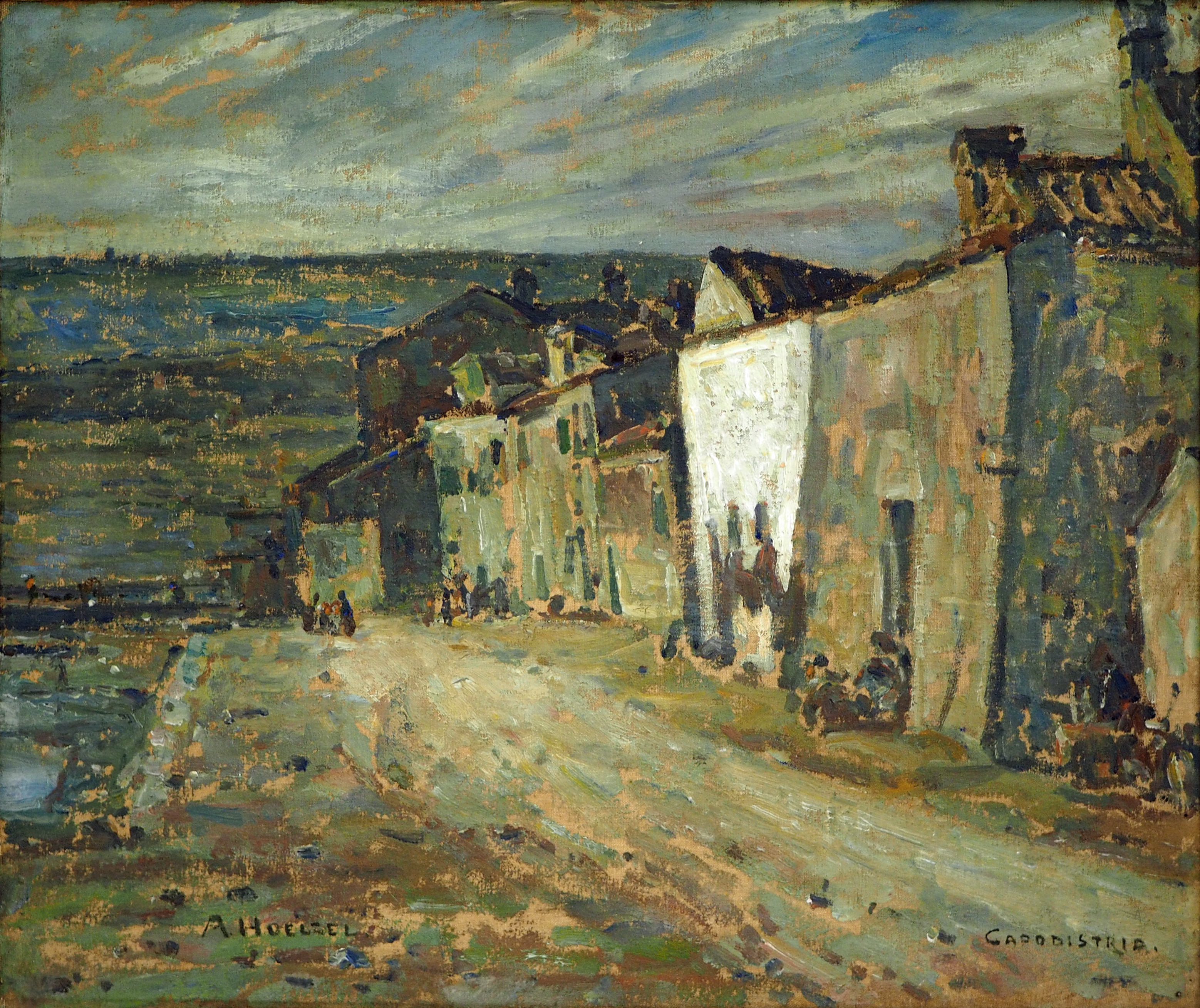
Capodistria (1905)

Adolf Hölzel, als Sohn des Verlegers Eduard Hölzel im selben Jahr geboren wie Vincent van Gogh und Ferdinand Hodler, absolvierte ab Mai 1868 eine dreijährige Ausbildung als Schriftsetzer in Gotha in der Kartographisch-Geographischen Verlagsanstalt von Friedrich Andreas Perthes und nahm privaten Zeichenunterricht. 1871 zog er mit seinen Eltern nach Wien.
Von 1872 an studierte er an der Wiener Akademie Malerei und setzte seine Studien ab 1876 in München an der Kunstakademie fort; der originale Matrikeleintrag dort ist auf Adolph Hölzl ausgestellt. Nach Beendigung seiner Studienzeit (1882) heiratete Adolf Hölzel Karoline Emilie von Karlowa (1858–1930). Das Ehepaar wohnte mit dem 1886 geborenen Sohn teils in Rothenburg ob der Tauber und teils in München. In München lernte er den impressionistischen Maler Fritz von Uhde kennen und gründete mit Ludwig Dill und Arthur Langhammer die „Dachauer Malschule“ (auch: „Neu-Dachau“), was ihn zu einem der ersten Vertreter der Künstlerkolonie Dachau machte. Als Lehrer warb er später auch August von Brandis an. 1904 beteiligte sich Adolf Hölzel an der ersten (noch von den Münchener Sezessionisten ausgerichteten) Ausstellung des Deutschen Künstlerbundes mit den Ölgemälden Waldesrand, Frühlingslandschaft und zwei Handzeichnungen aus der Privatsammlung des Mainzer Architekten Carl August Bembé.
In Dachau lebte Hölzel von 1888 bis 1905. Seine neuartige Unterrichtsmethode zog bald junge Künstler aus dem In- und Ausland an. Hölzels „Malschule“ war dabei keine Einrichtung im allgemeinen Sinne,
eher hätte man von einer kleinen Akademie sprechen können. In dem früheren Atelier seines verstorbenen Freundes Langhammer hielt er Vorträge über Kompositionslehre, Bildaufbau, Flächenaufteilung, die Figur im Raume, Farbenlehre, den 'Goldenen Schnitt' und dergleichen, worüber seine Schüler und Schülerinnen Kolleghefte ausarbeiteten.

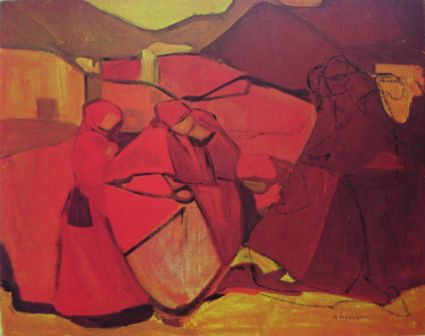
Komposition in Rot, 1905

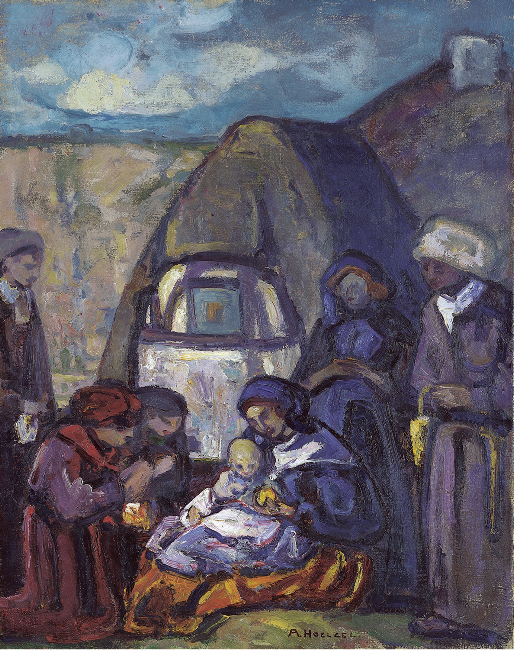
Adolf Hölzel: Anbetung, 1912

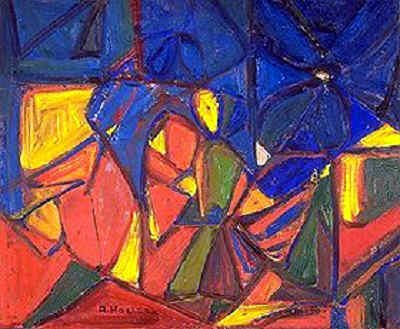
Adolf Hölzel: Abstraktion II, 1915/16. Staatsgalerie Stuttgart

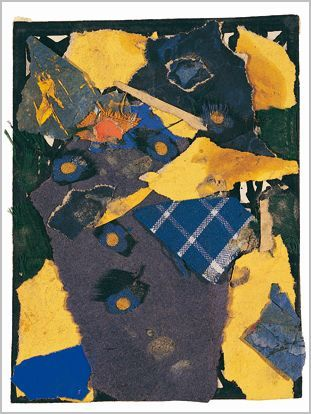
Abstraktes Klebebild. Gemälde, etwa 1920

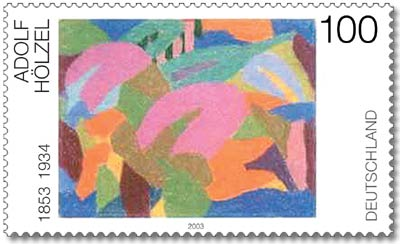
Adolf Hölzel: Komposition, deutsche Briefmarke von 2003

Hölzel zählt nicht nur zu den Gründern der Münchner Secession, sondern auch zu denen der Wiener Secession. Sein programmatischer Aufsatz „Über Formen und Massenvertheilung“ in Ver Sacrum, der Zeitschrift der Wiener Secession, hatte starke Nachwirkungen. Eng mit Carl Moll befreundet, zählt er zur Gruppe der Stilkünstler um Gustav Klimt, die 1905 geschlossen aus der Secession austrat. Die verstärkte Hinwendung zur Formkunst wird in diesem Kontext verständlich und erklärt die schrittweise Abwendung von der Abbildhaftigkeit.
Schon während seiner Zeit in Dachau begann der Künstler, sich mit dem abstrakten Ornament zu beschäftigen. Im Gegensatz zu seiner späten oft starkfarbigen Malerei stehen seine in der Stadt an der Amper geschaffenen Gemälde, die die hiesige Landschaft und Atmosphäre in den feinsten Tonwerten schildern. Nachdem Hölzel Dachau verlassen hatte, kehrte er stets in den Sommermonaten dorthin zurück und gab private Malstunden.
Seine von Wilhelm von Bezolds Farbenlehre ausgehenden Studien führten ihn zu einer eigenen Farbtheorie (mit 8-teiligem diatonischen und 12-teiligem chromatischen Farbenkreis), auf deren Lehre von den sieben Farbkontrasten sich später auch Johannes Itten bezog, sowie zu einer abstrakte Farbflächen gestaltenden Malerei. Nachdem Ferdinand Hodler die Nachfolge Leopold von Kalckreuths abgelehnt hatte, wurde Hölzel 1905 als Professor und Leiter einer Komponierschule (sic) an die „Kgl. Akademie der bildenden Künste“ in Stuttgart (heute Staatliche Akademie der Bildenden Künste Stuttgart) von Karl von Weizsäcker berufen. Er malte – bereits mehrere Jahre vor Wassily Kandinsky – abstrakte Kompositionen – Komposition in Rot (1905) – in kräftigen Farben. Er bearbeitete auch religiöse Themen wie die Heilige Ursula (1914/15), eine Auftragsarbeit für den Deutschen Werkbund. Hölzel selbst hat sich energisch dagegen verwahrt, ein Maler der Religion zu sein.
Selber Mitaktivist und engagierter Förderer moderner Bestrebungen in der Malerei, erwies sich Hölzel genau zu einer Zeit, zu der seine Studierenden Willi Baumeister, Oskar Schlemmer und Hermann Stenner mit ihren in seinem Auftrag ausgeführten Kölner Werkbundbildern mehr Widerspruch als Beifall fanden, erneut als Mentor der Jugend: Der Verband der Kunstfreunde in den Ländern am Rhein gab ihm Gelegenheit, im Rahmen der Stuttgarter Kunstausstellung, die für die Monate Mai bis Oktober 1914 angesetzt war und somit bereits unter dem Eindruck der Kriegsgeschehnisse stand, „unter eigener Verantwortung“ einen sogenannten „Expressionisten-Saal“ (Raum XVIII der Ausstellung) einzurichten und „Maler der jüngsten Richtung [zu zeigen]“, so Wilhelm Schäfer im Katalogvorwort, „die fürs erste nicht gerade den Beifall des Publikums finden, aber doch durch den unleugbaren Ernst und Eifer der Künstler dem Verband einer sorgfältigen Beachtung wert schienen“. Zu den 24 vertretenen Malern zählten neben den „Einheimischen“ Willi Baumeister, Paul Bollmann, Josef Eberz, Lily Hildebrandt, Johannes Itten, Ida Kerkovius, Edmund Kinzinger, Oskar Schlemmer, Hermann Stenner und Alfred Wickenburg auch die „Auswärtigen“ Walter Bötticher, Adolf Erbslöh, Hermann Huber, August Macke, Heinrich Nauen und Walter Ophey.
Allmählich formierte sich der sogenannte „Hölzel-Kreis“, in dem sich Schüler und Anhänger versammelten und der sich erstmals 1916 mit der Freiburger Kunstverein-Ausstellung „Hölzel und sein Kreis“ manifestierte. Zu den Schülern gehörten Max Ackermann, Willi Baumeister, Paul Bollmann, Carry van Biema, Heinrich Eberhard, Adolf Fleischmann, Johannes Itten, Ida Kerkovius, Otto Meyer-Amden, Richard Neuz, Alfred Heinrich Pellegrini, Oskar Schlemmer, Hermann Stenner sowie Alfred Wickenburg. Hölzel war auch verantwortlich für die Einrichtung einer Damen-Malklasse. Zwischen Juni bis August 1912 ließ sich Hölzel und sein Kreis auf Empfehlung von August von Brandis in Monschau nieder, um dort zu malen.
Der ständigen Anfeindungen aus dem Kollegenkreis überdrüssig, demissionierte Adolf Hölzel, „unkonventionell in der Ausübung seines Lehramts“ und nachdem er auch während seiner zweijährigen Amtszeit als Akademiedirektor ab 1916 „seine Bemühungen um eine Akademie-Reform nicht hat durchsetzen können“, zum Ende des Wintersemesters 1918/19 und ging in den Ruhestand, gab aber weiterhin Privatunterricht, unter anderem für Max Ackermann. Die etwa ab Mitte des Jahres 1919 intensivierten Versuche Willi Baumeisters und Oskar Schlemmers, Paul Klee als Lehrstuhl-Nachfolger zu gewinnen, stießen an der Akademie (an der sogleich schon nach deren Freiwerden Arnold Waldschmidt auf Hölzels Planstelle gesetzt worden war) und in der lokalen Presse auf heftigen, insbesondere Paul Klee diffamierenden Widerstand und wurden vom Akademiekonvent unter Direktor Heinrich Altherr, nicht zuletzt mit der fadenscheinigen Begründung, es sei keine Planstelle vorhanden, zu Fall gebracht. Hölzel zog sich als freischaffender Maler zurück und konzentrierte sich verstärkt auf die Pastell- und Glasmalerei sowie seine kunsttheoretische Arbeit.
Adolf Hölzel starb am 17. Oktober 1934 in Stuttgart. Der große Erfolg blieb ihm versagt. Kurz vor seinem Tod schrieb er: Ich möchte, daß durch meinen Tod kein Mensch belästigt werde. Ich weiß ja doch, wie wenige Menschen sich für mein künstlerisches Wollen und dadurch für mich interessiert haben.
1937 wurden im Rahmen der deutschlandweiten konzertierten Aktion „Entartete Kunst“ Werke Hölzels aus dem Breslauer Schlesischen Museum der Bildenden Künste und der Württembergischen Staatsgalerie Stuttgart beschlagnahmt. Sie gingen zur Verwertung in den Kunsthandel und wurden 1939 von Emanuel Fohn erworben. Die meisten befinden sich wieder in öffentlichen Sammlungen.
Hölzels Grab befindet sich auf dem Waldfriedhof Stuttgart.

## Nachlass

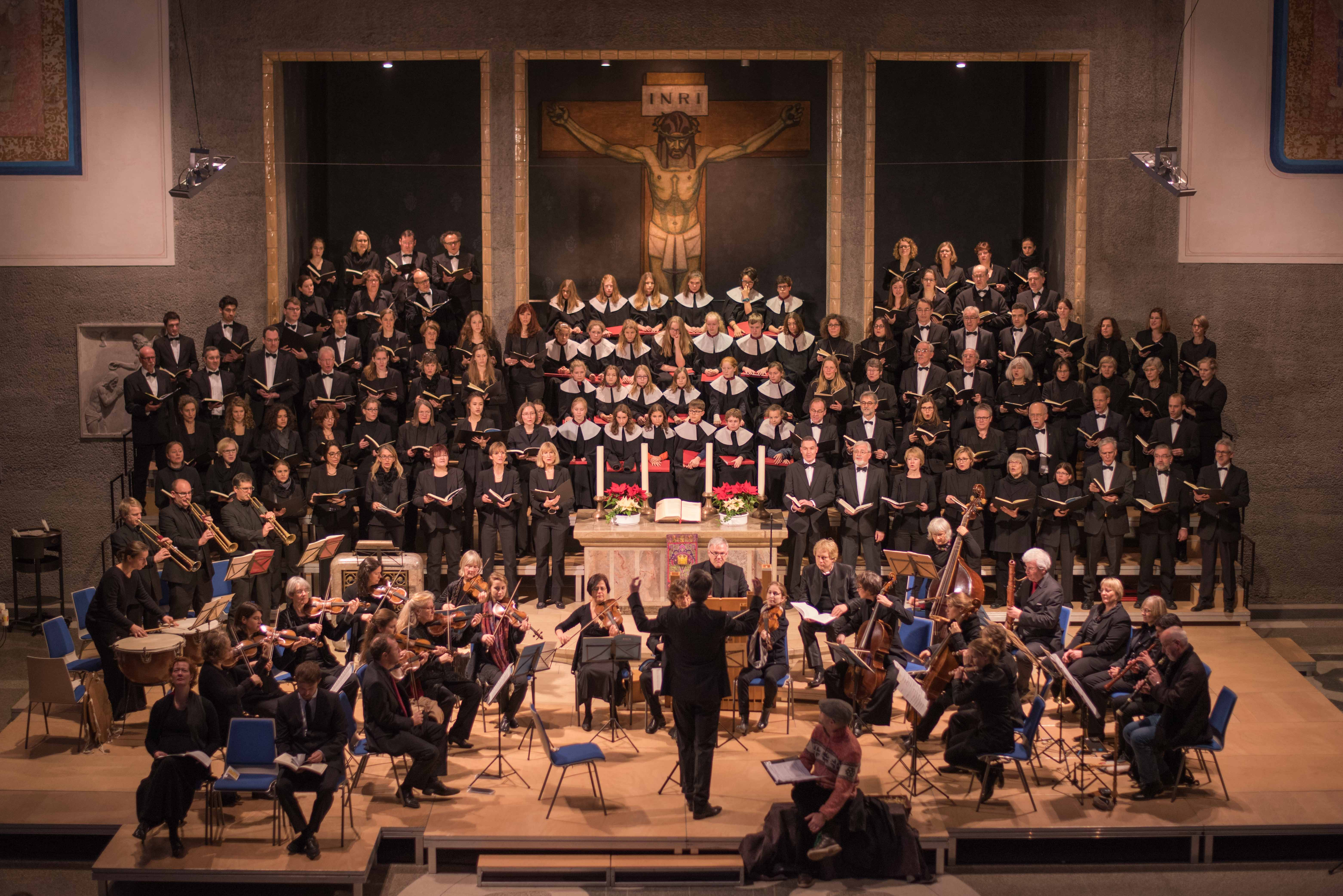
Der monumentale Gekreuzigte Christus in der Pauluskirche von Ulm, das einzige eigenhändig ausgeführte Wandbild von Hölzel

Ein bedeutender Teil von Adolf Hölzels kunsttheoretischem Nachlass, 2.290 handschriftliche Notizen zum Teil mit Zeichnungen, befindet sich in der Staatsgalerie Stuttgart. Weitere Blätter sind in Streubesitz. Einer der frühen Sammler war der spätere Ministerialrat im Kultusministerium Baden-Württemberg, Fritz Kauffmann, der auch mit Hölzel korrespondierte und diese Korrespondenz in seine Sammlung Dr. Fritz Kauffmann aufnahm. Aus dem Eigentum des Sammlers Fritz Kauffmann gingen viele sogenannte Schriftsockelblätter von Hölzel in das Eigentum von Hermann-Josef Bunte über. In der Ausstellung der Sammlung Bunte in der Kunsthalle Bielefeld 2014 unter dem Titel „Das Glück in der Kunst“ wurden die Schriftsockelblätter von Hölzel unter Nennung des Sammlers Fritz Kauffmann zusammenhängend gezeigt.
Das Kunstmuseum Stuttgart – vormals Galerie der Stadt Stuttgart – besitzt die umfangreichste Hölzel-Sammlung (durch Ankauf 1987 der Sammlung Fritz Beindorff/Pelikan, Hannover). Ein süddeutscher Sammler besitzt einen kleineren Teil der Werke (Ausstellungen u. a. im Januar 2006 im badischen Rheinfelden). Im Jahr 2007 wurde nach langer Zeit Hölzels Werk in einer umfassenden Einzelausstellung im Leopold Museum in Wien gewürdigt. Diese Schau zeigte sein Werk, darunter auch eine Fülle an Leihgaben aus Privatbesitz, in einem gänzlich neuen Kontext. 2009 hat das Kunstmuseum Stuttgart gemeinsam mit dem Kunstforum Ostdeutsche Galerie Regensburg Adolf Hölzel die bisher umfangreichste Ausstellung ausgerichtet.
2005 wurde die gemeinnützige Adolf Hölzel-Stiftung in Stuttgart gegründet, die sich die Förderung des Werkes sowie die Erhaltung und Aufarbeitung des künstlerischen Nachlasses zum Ziel gesetzt hat. Sie ist Erbe des Nachlasses der letzten direkten Nachfahrin des Künstlers. Das Adolf-Hölzel-Haus in Stuttgart-Degerloch, in dem der Künstler von 1919 bis zu seinem Tod lebte, konnte mit öffentlicher Unterstützung bewahrt werden und dient der Stiftung als Sitz. Dort finden auch Ausstellungen, Kurse und Veranstaltungen statt.

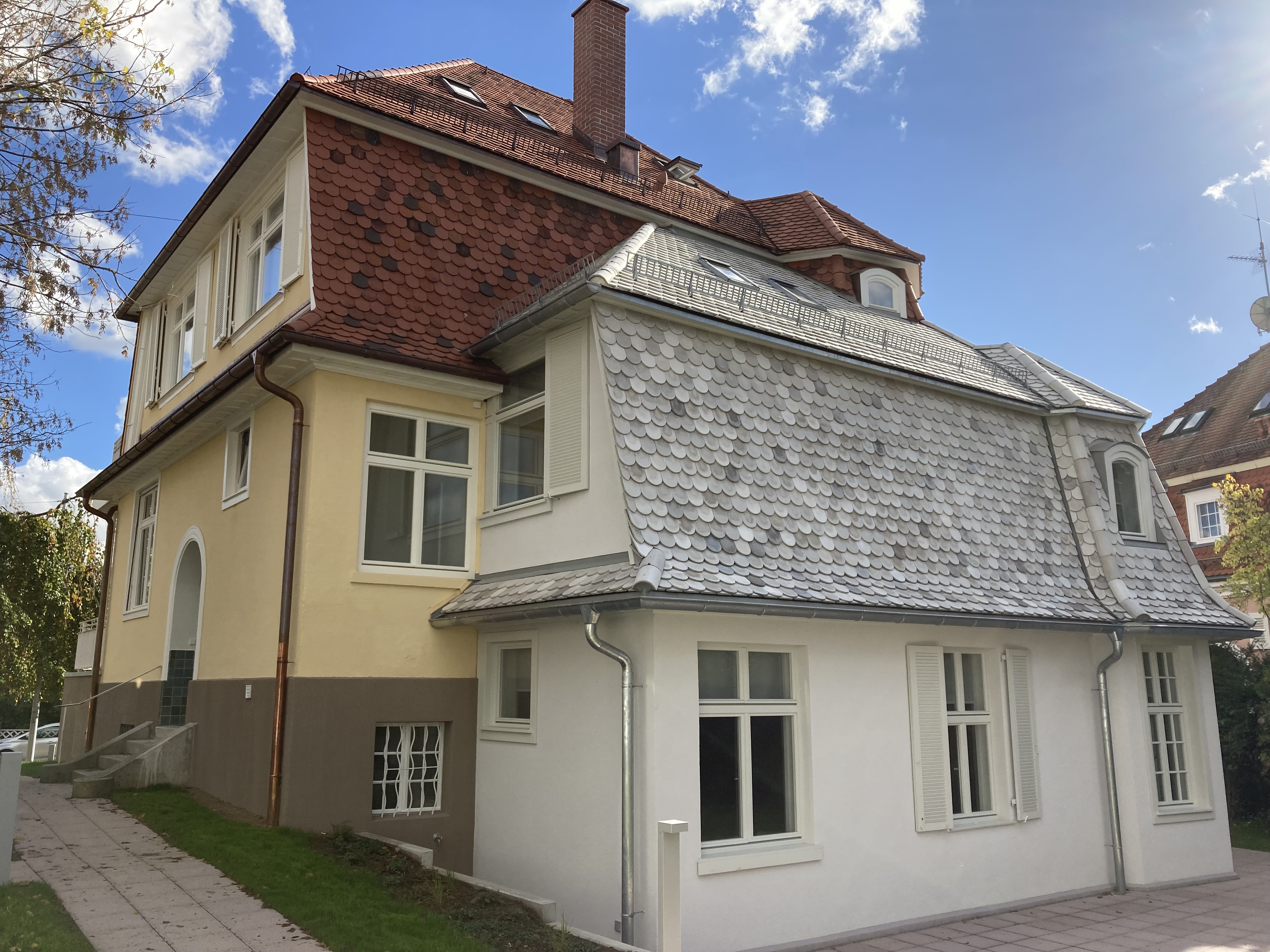
Adolf Hölzel-Haus in Stuttgart-Degerloch, Ahornstraße 22

Vor dem Hintergrund der Ausstellung „Hölzel und sein Kreis“ im Jahre 1916 vom Freiburger Kunstverein zeigte das Augustinermuseum Freiburg 2017–2018 unter dem Titel „Im Laboratorium der Moderne. Hölzel und sein Kreis“ eine Ausstellung zur Strahlkraft, Wirkung und kunstgeschichtlichen Bedeutung der Gruppe um Hölzel.

## Schüler
Zu den Künstlern, die bei Hölzel Unterricht nahmen, gehörten unter anderem
- Max Ackermann
- Henry Albrecht
- Alf Bayrle
- Hanna Bekker vom Rath
- Willi Baumeister
- Carry van Biema
- Hans Brühlmann
- Felix Bürgers
- Reinhard Caspar
- Gertraude Elisa Caspar
- Adolf Conadam
- Martha Cunz
- Luise Deicher
- Josef Eberz
- Carl Felber
- Adolf Fleischmann
- Camille Graeser
- Clara Harnack
- Felix Albrecht Harta
- Lily Hildebrandt
- Karl Hils
- Johannes Itten
- Ida Kerkovius
- Edmund Daniel Kinzinger[21]
- Maria Langer-Schöller
- Marie Lautenschlager
- Maria Lemmé
- Rudolf Levy
- Valerie May-Hülsmann
- Otto Meyer-Amden
- Louis Moilliet
- Alexander Mohr
- Albert Mueller
- Franz Mutzenbecher
- Richard Neuz
- Emil Nolde
- Olga Oppenheimer
- Alfred Heinrich Pellegrini
- Carl Olaf Petersen
- Leo Putz
- Ernst Rebmann
- Ida Roessler
- Oskar Schlemmer
- Agathe von Schwabenau
- Marie Sieger-Polack
- Hermann Stenner
- William Straube
- Amanda Tröndle-Engel
- Emmy Walther
- Alfred Wickenburg
- Paula Wimmer
- Emmy Wollner

## Werke

### 1937 als „entartet“ aus öffentlichen Sammlungen nachweislich beschlagnahmte Werke
- Rote Landschaft (Pastell; Schlesisches Museum der Bildenden Künste; Verbleib unbekannt)
- Einzug Christi in Jerusalem (um 1915, Aquarell und Deckfarben, 13,3 × 18,2 cm; Württembergische Staatsgalerie; heute in der Münchner Pinakothek der Moderne)
- Angler am Ufer (um 1913, Pastell, 26 × 31,4 cm; Württembergische Staatsgalerie; heute in der Pinakothek der Moderne)
- Komposition mit Figuren (1927/1928, Aquarell; Württembergische Staatsgalerie; heute in der Pinakothek der Moderne)
- Gegen den Wind Schreitender (1925/1928, Pastell und Bleistift, 25 × 15,9 cm; Württembergische Staatsgalerie; heute in der Pinakothek der Moderne)
- Heilige Familie (Tinten-Zeichnung, 7,1 × 9,1 cm; Württembergische Staatsgalerie; heute in der Albertina Wien)
- Landschaft mit Booten und Bauernhäusern (1913, Bleistift-Zeichnung, 14,5 × 20 cm; Württembergische Staatsgalerie; heute in der Albertina)
- Komposition/Figuren in einer Landschaft (Zeichnung, Tinte und Bleistift, 16,4 × 22,3 cm; Württembergische Staatsgalerie; heute in der Albertina)
- Studie (Tusche-Zeichnung; Württembergische Staatsgalerie; Verbleib unbekannt)
- Komposition mit Schriftsockel (1916, Tusche-Zeichnung, 17,5 × 12,7 cm; Württembergische Staatsgalerie; heute in der Albertina)

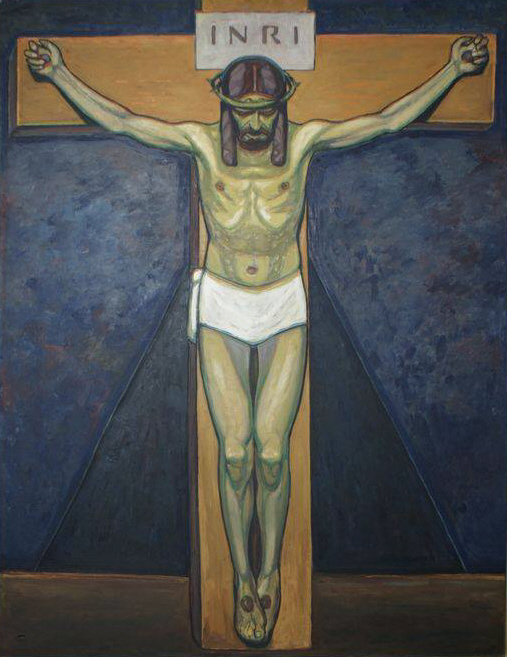
Studie zum Gekreuzigten, den Hölzel in der Pauluskirche Ulm 1910 eigenhändig als Wandmalerei übertragen hat

### Weitere Werke (Auswahl)
- Alte Dachauerin in Tracht bei der Hausandacht (Öl, um 1890)
- Ein Frühlingsnachmittag in Dachau (Öl, um 1890)
- Der Liebesbrief (Öl, um 1890)
- Junges Dachauer Bauernpaar bei der Mittagsrast (Öl, um 1895)
- Bauernmädchen im Dachauer Moos (Öl, 1899)
- Winter im Dachauer Moos (Öl, 1900)
- Torfgewinnung im Dachauer Moos (Öl, 1904)
- Dachauer Moor (Öl, 1905)
- Hochsommerhitze im Dachauer Moos (Öl, 1905)
- Abenddämmerung an der Amper (Öl, 1905)
- Komposition in Rot (Öl, 1905)
- Dachauer Moos III (Öl, 1905)
- Dachauer Wolkenlandschaft (Öl, 1907)
- Kiesgrube (Öl, 1907)
- Begegnung (mit der Klosterkirche Bebenhausen im Hintergrund, 1907/1908)
- Wallfahrt (1910)
- Kruzifix (Sterbender Christus) in der Pauluskirche (Ulm) (Ostwand, 1910)
- Fuge über ein Auferstehungsthema (1916)
- Farbige Fensterfront am Bahlsen-Stammsitz in Hannover (1918)